# Championnats de France d'athlétisme 1998
Navigation
Championnats 1997 Championnats 1999
Les Championnats de France d'athlétisme « Élite » 1998 ont eu lieu du 3 au 5 juillet 1998 à Dijon.

## Palmarès
| Discipline        | Hommes                  | Hommes         | Femmes                  | Femmes         |
| ----------------- | ----------------------- | -------------- | ----------------------- | -------------- |
| 100 m             | Stéphane Cali           | 10 s 18        | Frédérique Bangué       | 11 s 19        |
| 200 m             | Christophe Cheval       | 20 s 41        | Sylviane Félix          | 22 s 69        |
| 400 m             | Marc Foucan             | 45 s 57        | Fabienne Ficher         | 51 s 84        |
| 800 m             | Jimmy Jean-Joseph       | 1 min 49 s 07  | Viviane Dorsile         | 2 min 02 s 00  |
| 1 500 m           | Driss Maazouzi          | 3 min 43 s 17  | Frédérique Quentin      | 4 min 11 s 29  |
| 5 000 m           | Driss El Himer          | 13 min 26 s 16 | Blandine Bitzner-Ducret | 15 min 40 s 23 |
| 100 m haies       | -                       | -              | Nicole Ramalalanirina   | 12 s 89        |
| 110 m haies       | Vincent Clarico         | 13 s 60        | -                       | -              |
| 400 m haies       | Jimmy Coco              | 49 s 43        | Florence Delaune        | 57 s 61        |
| 3 000 m steeple   | Bouabdellah Tahri       | 8 min 31 s 06  | -                       | -              |
| Saut en longueur  | Kader Klouchi           | 8,33 m         | Sarah Gautreau          | 6,58 m         |
| Triple saut       | Jimmy Gabriel           | 16,59 m        | Betty Lise              | 14,28 m        |
| Saut en hauteur   | Didier Detchénique      | 2,22 m         | Guilaine Graw           | 1,82 m         |
| Saut à la perche  | Jean Galfione           | 5,85 m         | Amandine Homo           | 4,15 m         |
| Lancer du poids   | Stéphane Vial           | 18,94 m        | Laurence Manfredi       | 17,29 m        |
| Lancer du disque  | Jean-Claude Retel       | 60,12 m        | Isabelle Devaluez       | 58,36 m        |
| Lancer du marteau | Christophe Épalle       | 76,54 m        | Manuela Montebrun       | 59,74 m        |
| Lancer du javelot | Gaëtan Siakinuu-Schmidt | 81,75 m        | Bina Ramesh             | 59,09 m        |
| Décathlon         | Gaëtan Blouin           | 7 738 pts      | -                       | -              |
| Heptathlon        | -                       | -              | Sophie Marrot           | 6 091 pts      |